# Turčišće
Turčišće is een plaats in de gemeente Domašinec in de Kroatische provincie Međimurje. De plaats telt 588 inwoners (2001).